# Thespesia populnea
Pour les articles homonymes, voir Porcher.
Espèce
Classification phylogénétique
Thespesia populnea ou bois de rose d'Océanie, est une espèce d'arbres de la famille des malvacées, caractéristique des zones littorales tropicales. Il est originaire des zones côtières de l'océan Indien et de l'océan Pacifique.
Il est appelé arbre ombrelle, porcher aux Mascareignes, bois de rose des Seychelles et miro en Polynésie française.

## Description
C'est un arbre de 3 à 6 mètres de haut. 

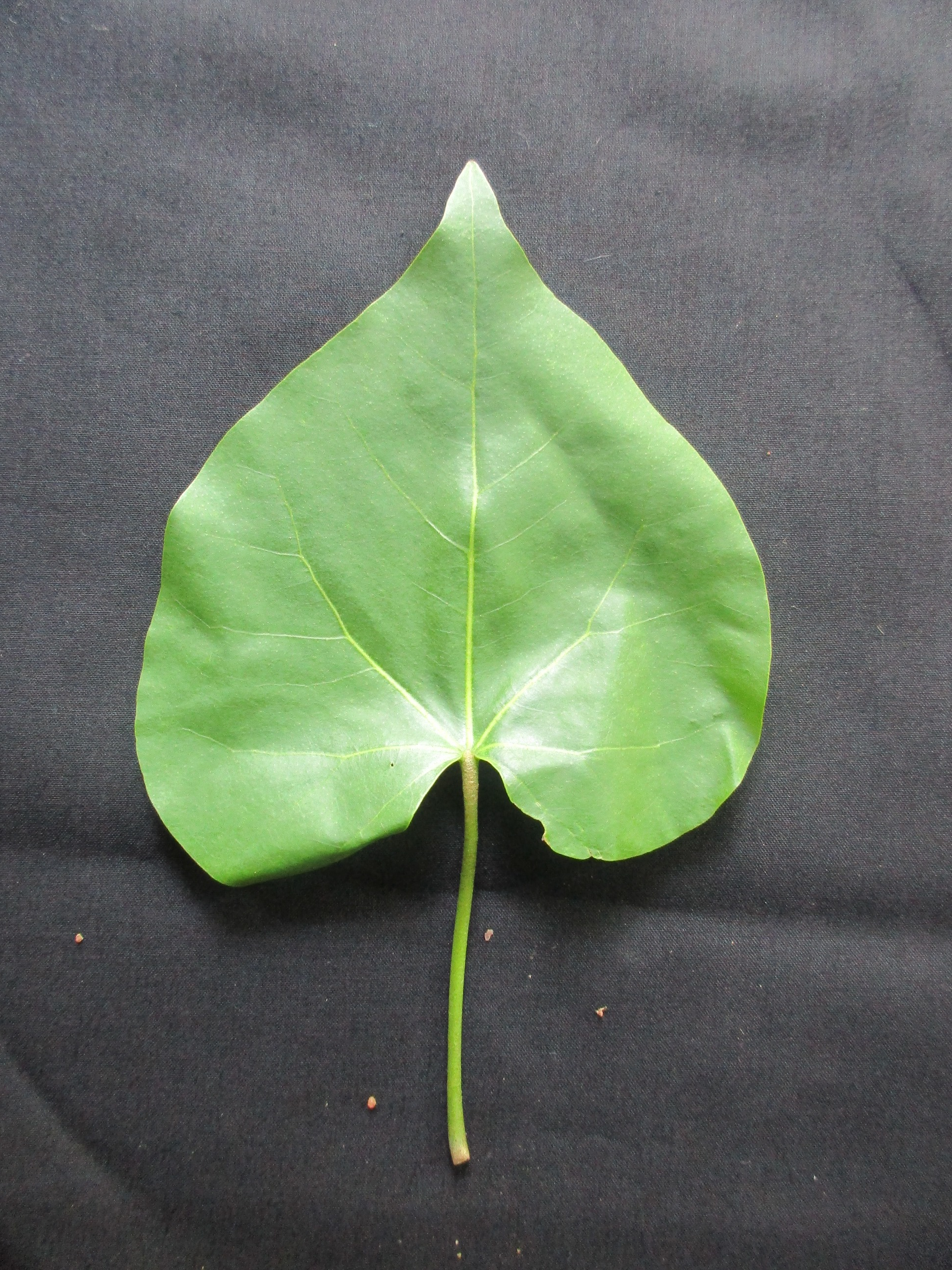

Ses feuilles longues de 10 à 30 cm sur un long pétiole sont en forme de cœur.
Ses fleurs de 4 à 7 cm de diamètre, qui durent une journée débutent jaune pâle à centre marron et deviennent progressivement roses, pourpres ou rouges.
Les fruits sont des capsules presque sphériques d'environ 2,5 cm de diamètre divisées en cinq compartiments contenant 5 graines d'environ 1 cm de long et de 8 mm d'épaisseur. 
Le fruit sec a la capacité de flotter sur les courants marins et il peut ainsi disséminer ses graines sur d'autres îles et sur les plages de la côte.

## Habitat
En Asie, Thespesia populnea est présent en Chine (Guangdong et Hainan), au Japon et à Taïwan, et sur toute la côte indienne, en Inde, au Sri Lanka, au Cambodge, en Thaïlande et au Vietnam ainsi que dans les îles Maldives, Indonésie, Malaisie, Papouasie-Nouvelle-Guinée, Philippines et Hawaï et jusqu'en Australie, à la Réunion, aux Seychelles, aux Comores, à Mayotte et à Madagascar.
En Amérique, il est présent dans le nord de l'Amérique du Sud, Venezuela et Colombie, en Amérique Centrale : Costa Rica, Honduras, Mexique, Nicaragua, et dans l'ensemble des Caraïbes (Antigua, Bahamas, Barbade, Bermudes, Iles Caïmans, Cuba, Dominique, Grenade, Guadeloupe, Hispaniola, Jamaïque, Martinique, Antilles Néerlandaises, Porto Rico, Sainte Lucie, Saint Vincent, Grenadines et Iles Vierges) et la Floride.
Sur le continent africain Thespesia populnea est présent en Érythrée, en Somalie, au Kenya, en Tanzanie, au Bénin, Ghana, Nigeria, Sénégal, Togo et Mozambique.

## Usage
Thespesia populnea est souvent planté par l'homme dans le but de stabiliser les cordons de dunes et de revégétaliser les espaces littoraux.

### Usage médicinal
Il est utilisé dans le traitement des hémorroïdes en Mauritanie, le suc des jeunes fruits pour le traitement des maladies de peau en Inde (décoction de l'écorce ainsi que des feuilles puis application du suc jaune des graines), et les racines sont utilisées comme tonique, en décoction, les très jeunes graines, appliquées sur le front soigneraient les migraines.

### Artisanat
Il est utilisé sur les îles Marquises et en particulier à Ua Huka, où il est appelé miro, pour la sculpture de statuettes en bois représentant Tiki.

## Quelques photos

Porcher ou Miro
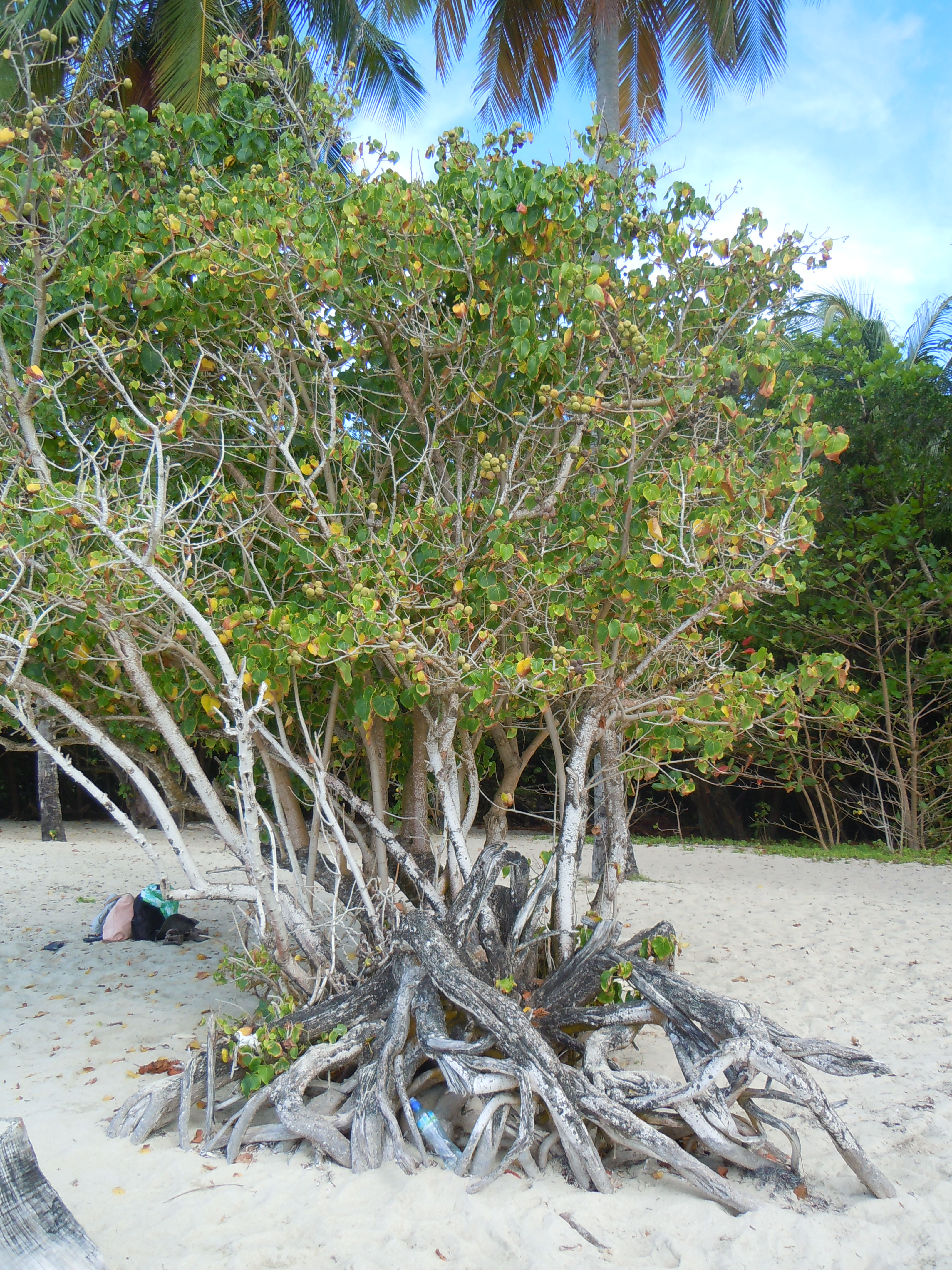
Jeune arbre sur une plage de Martinique.
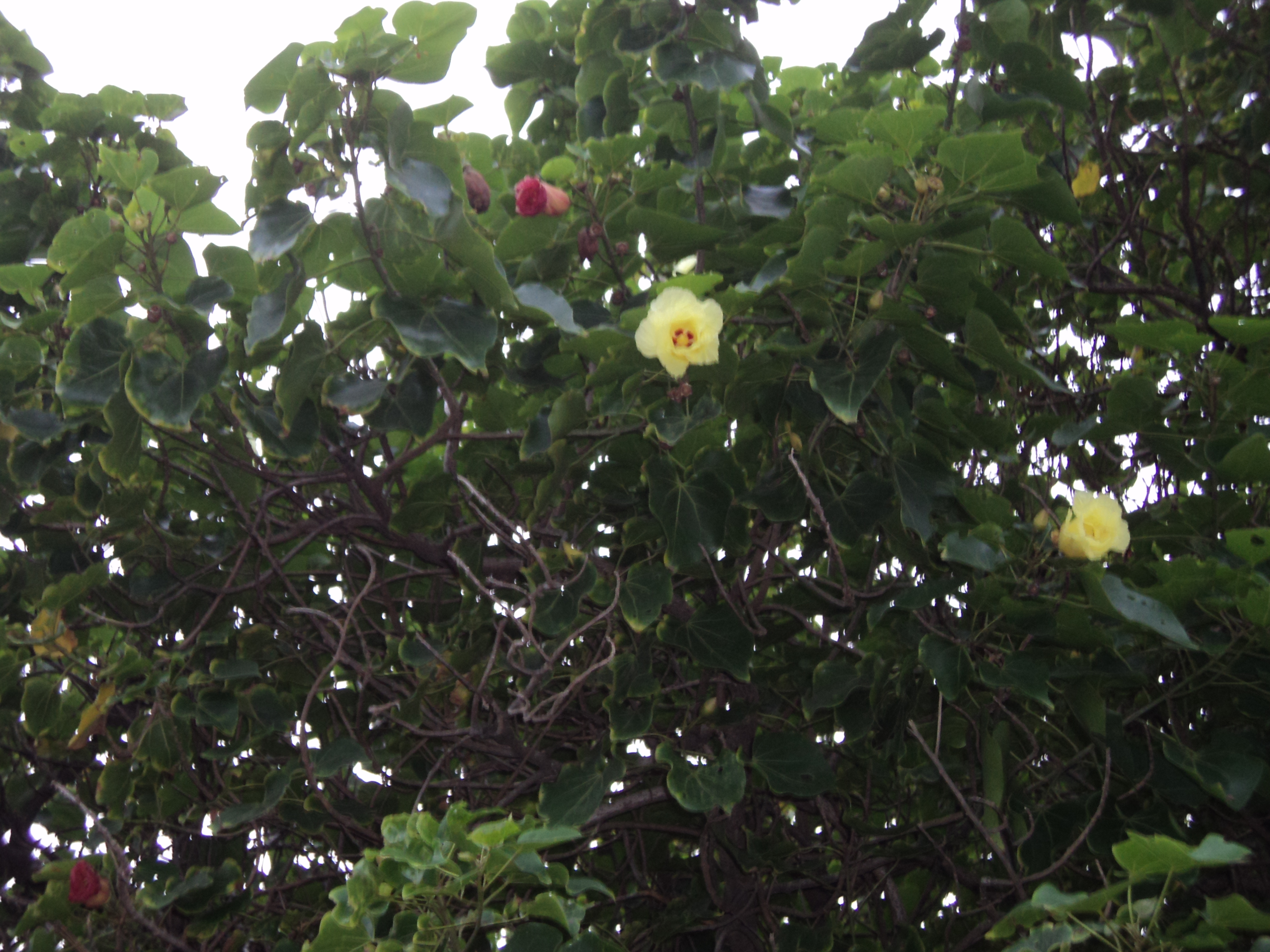
Arbre en fleurs dans l’État de Tamil Nadu au sud de l'Inde
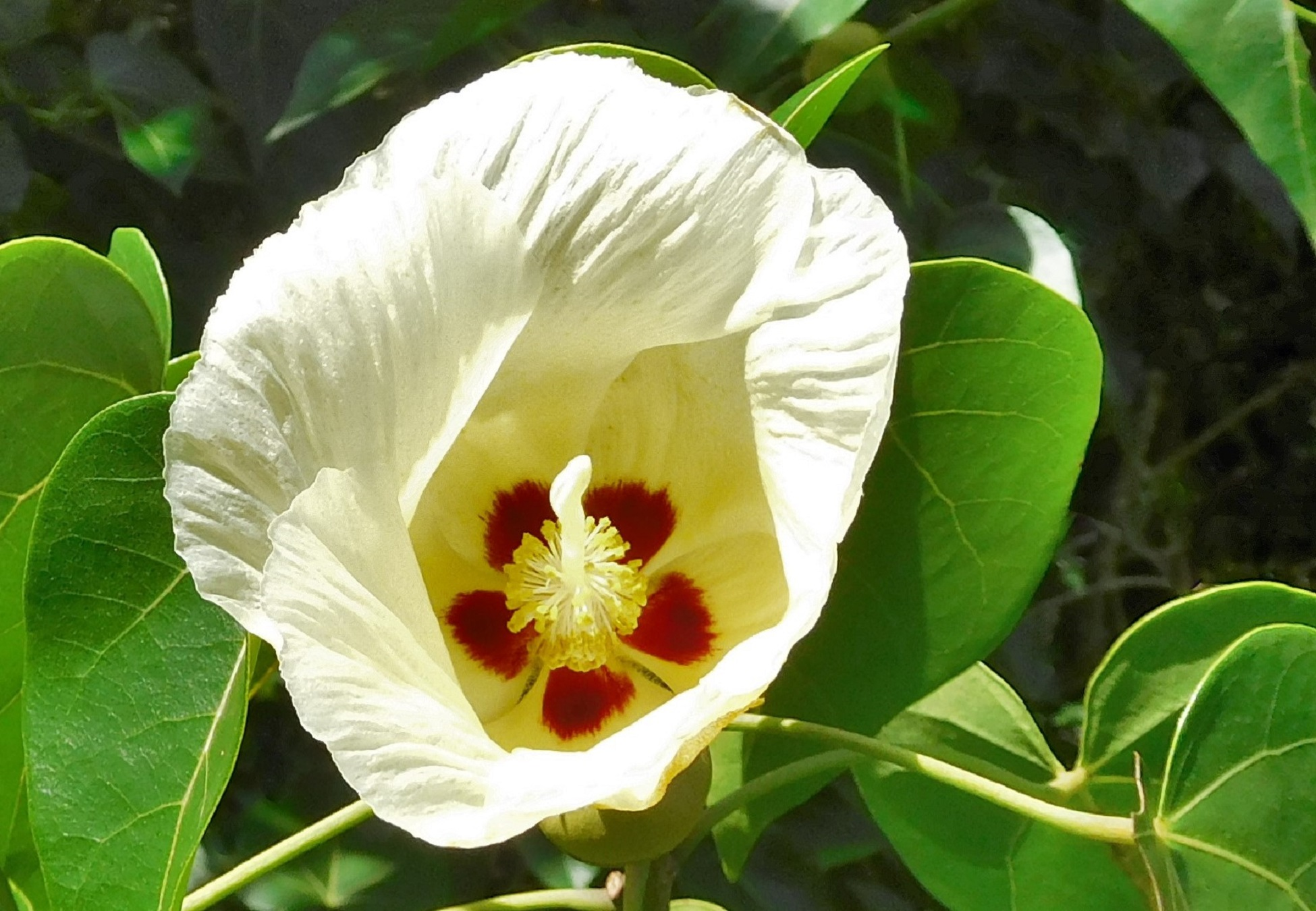
Fleur de Thespesia populnea en Guadeloupe.
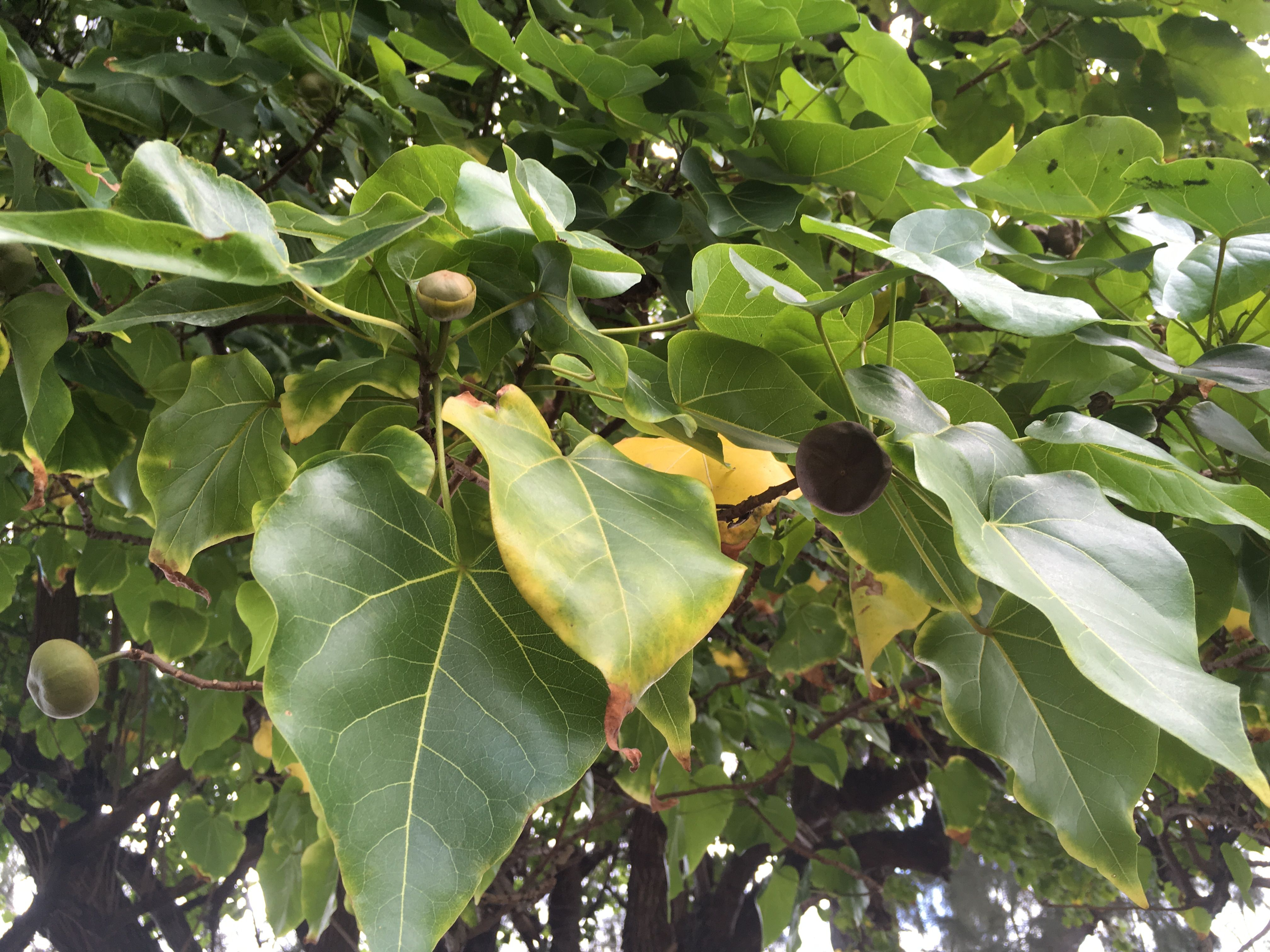
Feuilles et fruit à Tahiti
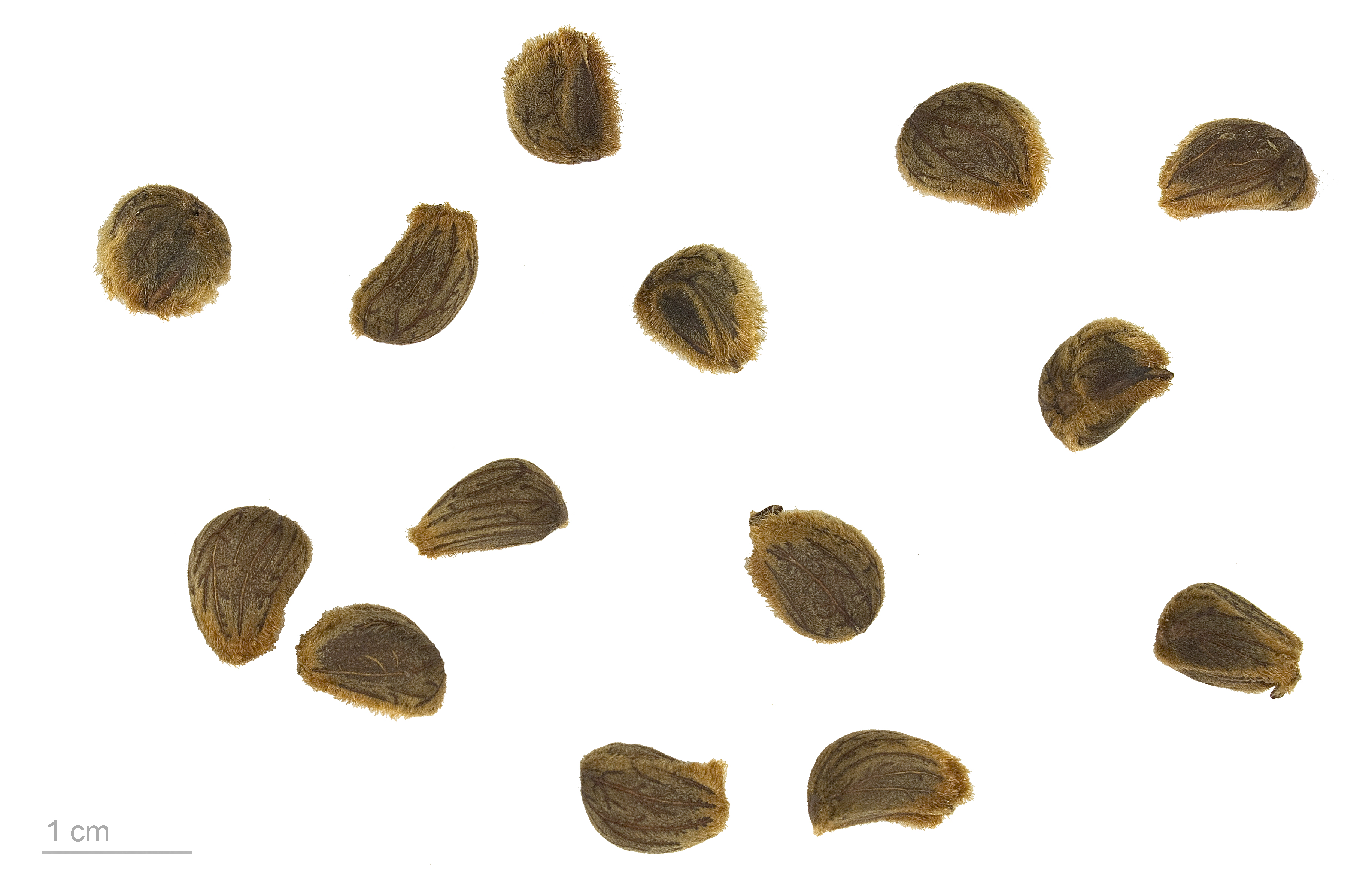
Graines au Muséum de Toulouse.